# Braúna (São Paulo)
Braúna es un municipio brasileño del estado de São Paulo. Se localiza a una latitud 21º29'57" sur y a una longitud 50º18'56" oeste, estando a una altitud de 401 metros. Su población estimada en 2004 era de 4.444 habitantes.
Posee un área de 195,516 km².

## Demografía
Datos del Censo - 2000
Población Total: 4.383
- Urbana: 3.416
- Rural: 967
- Hombres: 2.236
- Mujeres: 2.147

Densidad demográfica (hab./km²): 22,42
Mortalidad infantil hasta 1 año (por mil): 9,64
Expectativa de vida (años): 74,96
Tasa de fertilidad (hijos por mujer): 2,50
Tasa de Alfabetización: 88,09%
Índice de Desarrollo Humano (IDH-M): 0,796
- IDH-M Salario: 0,697
- IDH-M Longevidad: 0,833
- IDH-M Educación: 0,859

(Fuente: IPEAFecha)

## Carreteras
- SP-425
- BR-267

## Administración
- Prefecto: Heitor Verdú (2005/2008)
- Viceprefecto: Jonas de Jesús Bernardes (2005/2008)
- Presidente de la cámara: José Barzotti (2007/2008)

## Religión
El Cristianismo está presente en la ciudad de la siguiente manera:

### Iglesia Católica
La iglesia católica del municipio forma parte de la Diócesis de Lins.

### Iglesia Protestante
En la ciudad están presentes las más diversas creencias evangélicas, principalmente pentecostales, incluidas las Asambleas de Dios de Brasil (la iglesia evangélica más grande del país), Congregación Cristiana, entre otras. Estas denominaciones están creciendo cada vez más en todo Brasil.